# Kościół św. Jana w Gdańsku

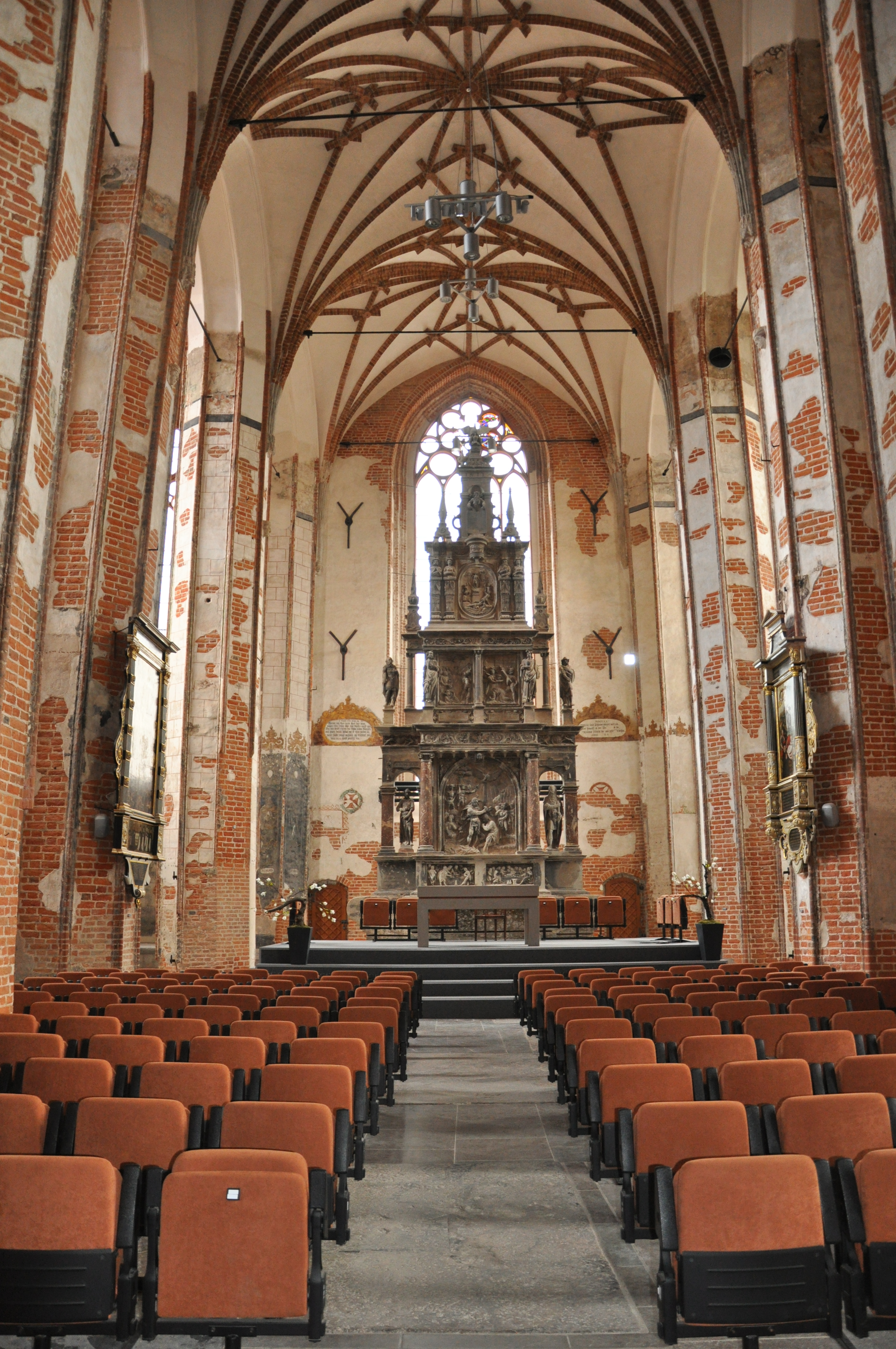
Nawa główna

Kościół św. Jana w Gdańsku – gotycki kościół, dawniej parafialny, położony w Głównym Mieście w Gdańsku, przy ul. Świętojańskiej 50.
Jeden z najcenniejszych zabytków miasta.

## Historia
Pierwsza wzmianka o istnieniu niewielkiej kaplicy pod wezwaniem św. Jana pojawiła się w 1358. Na pocz. lat 60. XIV w. o jurysdykcję nad kaplicą toczył się spór między proboszczami kościołów Mariackiego i św. Katarzyny. Mocą wyroku komtura gdańskiego Giselberta von Dudulsheima kaplica św. Jana stała się filią kościoła św. Katarzyny. Jej rola wzrastała wraz z rozwojem północnej części Głównego Miasta. Pod koniec XIV w. pod względem wysokości obciążeń podatkowych kościół św. Jana znajdował na drugim miejscu, zaraz po Mariackim.
Od około 1360 trwała budowa trójnawowej świątyni. Prace prowadzono najpierw po stronie wschodniej, a następnie, od 1382, po zachodniej. Zakończone one zostały na pocz. XV w., przy czym zostawiono miejsce na wieżę, której powstanie planowano na później, podobnie jak sklepień, które tymczasowo zastąpił strop wykonany z belek.
W 1415 zaczęła się przebudowa korpusu wschodniego. Zbudowano nowe prezbiterium i transept. Rozpoczęto też stawianie wieży, ale budowę przerwał, wydany w 1453 przez zakon krzyżacki, zakaz stawiania tak wysokich budynków w okolicy zamku. Zakaz dotyczył także innych świątyń oraz ratusza.
Budowę sklepień i wieży dokończono jeszcze w trakcie wojny trzynastoletniej. Wtedy też kościół otrzymał formę, w jakiej istnieje do chwili obecnej.
W 1456, już po powrocie Gdańska do Polski, biskup kujawski Jan Gruszczyński dokonał podziału miasta na 6 parafii. Wówczas to świątynia stała się kościołem parafialnym.
W latach 1463–1465 kościół otrzymał sklepienia gwiaździste.
W ciągu XV i XVI w. cechy rzemieślnicze, zamożniejsze rodziny i bractwa ufundowały łącznie 13 ołtarzy, dedykowanych m.in. Najświętszej Maryi Pannie, św. Krzyżowi czy św. Jakubowi. Od poł. XVI w. kościół św. Jan stał się definitywnie świątynią luterańską i z biegiem czasu ołtarze te zaczęły znikać. W ich miejsce pojawił się w 1612 wielki kamienny ołtarz Abrahama van den Blocke’a, zachowany do dziś.
W 1543 r. wieżę kościelną strawił pożar. Zniszczenia usunięto po 24 latach. Niedługo potem pojawił problem ze stabilnością budowli. Zbyt ciężka i posiadająca zbyt słabe fundamenty świątynia zaczęła nierównomiernie osiadać na niestabilnym gruncie. Na niestabilność budowli miały także wpływ zbyt głębokie pochówki. Prezbiterium już w drugiej połowie XVII wieku było bliskie zawalenia się, a ze ściany wschodniej odpadły szczyty. W 1679 ustawiono potężne przypory wschodniej ściany, odchylonej od pionu o blisko metr, aby uratować ją przed zawaleniem. Konstrukcję wzmacniano kilkakrotnie od końca XVI w., przez cały wiek XVII i XVIII. W międzyczasie około 1650 pojawiły się dwa barokowe domki po południowej stronie prezbiterium. W jednym z nich mieszkał kościelny, w drugim zaś diakonisy luterańskie. Domki te zostały zniszczone w 1945 r. i odtworzone w latach 2009–2010.
W latach 1680–1690 przy północnej stronie transeptu powstała biblioteka fundacji Zachariasza Zappio. Innymi przybudówkami dostawianymi z biegiem czasu do świątyni były duża zakrystia oraz kaplica św. Ducha przy transepcie południowym.

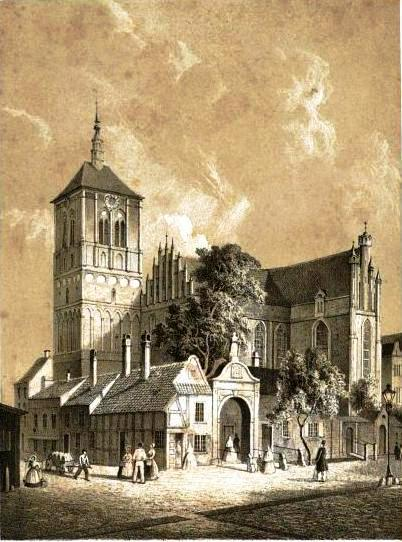
Widok archiwalny (XIX w.)

W 1823 rozebrana została sygnaturka, uszkodzona w 1807 podczas oblężenia miasta (zrekonstruowana sygnaturka znalazła się ponownie na dachu wiosną 2012). W II poł. XIX w. uporządkowano otoczenie świątyni, a ją samą ogrodzono murem.
W marcu 1945 kościół spłonął. Zniszczeniu uległy więźba dachowa, dach, okna i posadzka, naruszona została konstrukcja, a także bliźniacze kamieniczki barokowe przy południowej ścianie prezbiterium. Po zakończeniu działań wojennych wypalony budynek kościoła przykryto dachem i zabezpieczono jego cenne sklepienia. Samą świątynię przeznaczono na lapidarium. W jego wnętrzu przechowywane były fragmenty rzeźb znajdowanych w ruinach, by po identyfikacji użyć ich do odbudowy gdańskiej starówki. Sam kościół natomiast nie został objęty planową rekonstrukcją Głównego Miasta. W 1948 roku wykonano jedynie przyporę, aby zatrzymać proces odchylania się narożnika północno-wschodniego od pionu.
Większość jego wyposażenia została przeniesiona do Kościoła Mariackiego w Gdańsku. Kościół nie został po wojnie przejęty na cele kultu religijnego, przez wiele lat niszczał, stanowił także scenografię dla filmów wojennych (m.in. Kolumbowie w reżyserii Janusza Morgensterna), skutkiem czego popadał w dalszą ruinę.
W 1960 gmina ewangelicka zrezygnowała z własności świątyni.
Pod koniec lat 60. odbudowana została wieża. Od 1965 do 1985 palowano i wzmacniano filary. W latach 80. zrekonstruowano sklepienia. W maju 1986 zawalił się jeden z filarów i runęła część sklepienia.
Od początku lat 90. diecezja gdańska może użytkować kościół w niedziele i święta – msze odbywają się regularnie od jesieni 1998. Organizuje je Duszpasterstwo Środowisk Twórczych Archidiecezji Gdańskiej. Liturgia sprawowana jest w językach: kaszubskim i polskim. W 1991 kościół formalnie przekazano diecezji gdańskiej, a ta w 1995 wydzierżawiła go na 50 lat Nadbałtyckiemu Centrum Kultury.
W 1996 roku rozpoczął się remont kościoła, m.in. odgruzowywanie i zabezpieczanie wnętrza oraz renowacja i wzmocnienie ścian zewnętrznych. W gruzowisku odnaleziono mnóstwo fragmentów murowanych, wewnętrznych zdobień, płyt nagrobnych, wyposażenie trumien, setki monet z czasów krzyżackich, a nawet gotyckie polichromie z XVI w.
11 listopada 2005 roku w Kościele św. Jana nastąpiło odsłonięcie obrazu Ostatnia Wieczerza Macieja Świeszewskiego, które było wydarzeniem towarzyszącym Areopagu 2005. Wernisaż zgromadził 2,5 tys. osób.

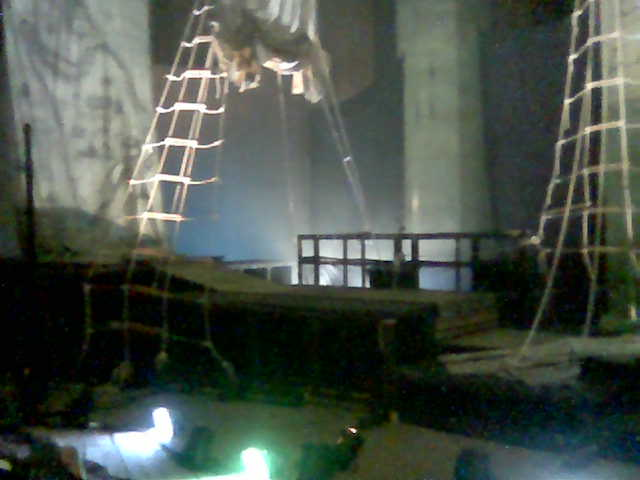
Sceneria spektaklu Otello w Kościele św. Jana (X Festiwal Szekspirowski)

W 2006 mroczne i przytłaczające swoim ogromem wnętrze kościoła było scenerią dla spektakli teatralnych X Festiwalu Szekspirowskiego .

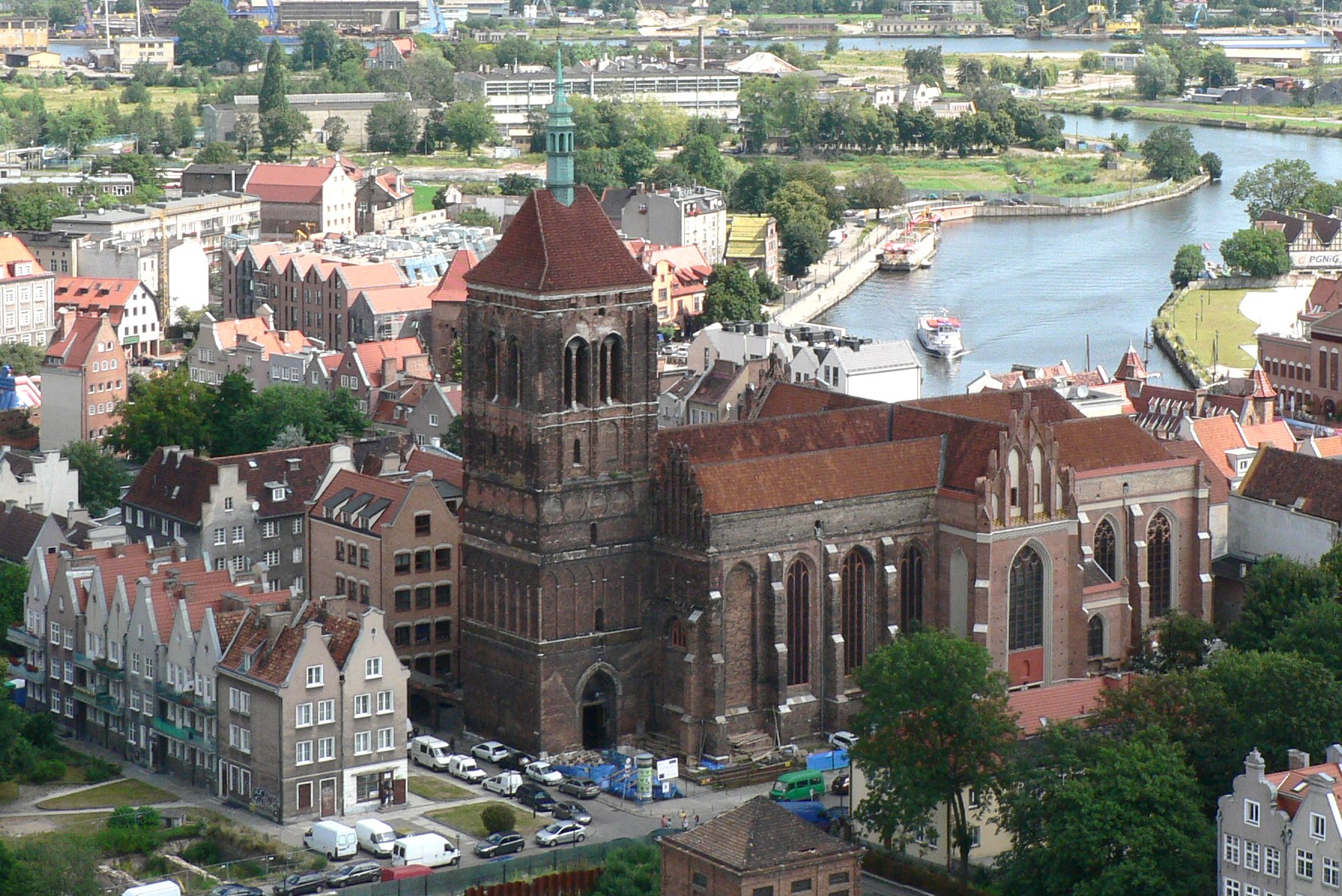
Kościół z otoczeniem, 2009

Renowacja kościoła, polegająca na pracach konserwatorskich przy ścianach, sklepieniach i płytach nagrobnych korpusu nawowego oraz wieży, a także rekonstrukcji kamiennej posadzki (I etap) oraz pracach przy elewacjach zewnętrznych kościoła i wieży oraz ścianach wewnętrznych prezbiterium (II etap), została zakończona w 2012 roku. Wtedy też udostępniono kościół dla zwiedzających. Koszt wykonanych prac wyniósł 16,8 mln zł (w tym 11,3 mln z UE). W październiku 2012 umieszczono na wieży zrekonstruowany zegar z 4 tarczami o średnicy ponad 4 metrów. Do wnętrza wieży wrócił również oryginalny dzwon zegarowy z 1543 roku, który dziś wybija godziny. W grudniu 2012 powróciły na swoje miejsca barokowe epitafia, m.in. Adelgundy Zappio i Wawrzyńca Fabriciusa (do tego czasu eksponowane w bazylice Mariackiej), Johanna Hutzinga (z Muzeum Narodowego w Gdańsku) i Ulricha Kantzlera (ze składnicy Pomorskiego Wojewódzkiego Konserwatora Zabytków). W 2017 przeprowadzono renowację elewacji wschodniej. W 2019 zakończyła się renowacja ołtarza głównego. Dalej trwają prace restauratorskie obejmujące m.in. renowację prospektu organowego i odbudowę instrumentu organowego położonych w północnym transepcie (małe organy Rhodego).
W związku z wykorzystaniem kościoła jako centrum kultury zamontowano w nim ogrzewanie podłogowe, profesjonalną scenę i nagłośnienie. W wieży urządzono garderoby dla artystów.
Nieustannie trwają poszukiwania drobnych elementów dekoracyjnych, które zaginęły po 1945 roku, m.in. kołatka w kształcie głowy lwa z gotyckich drzwi prowadzących do dawnej zakrystii (dzisiejszej kaplicy).

## Architektura
Kościół św. Jana jest kościołem trójnawowym, halowym z jednonawowym transeptem. Każda z trzech naw korpusu i prezbiterium nakryta jest osobnym dachem. Długość kościoła wynosi 55,10 m, szerokość 20,18 m. Czterokondygnacyjna wieża ma wysokość 47 m. Jest ona udekorowana zespołami blend i ornamentowanymi fryzami, odzwierciedlającymi kilkuetapowy czas jej powstawania. Wieża jest nakryta niewysokim czterospadowym dachem i zwieńczona smukłą sygnaturką.

## Wyposażenie

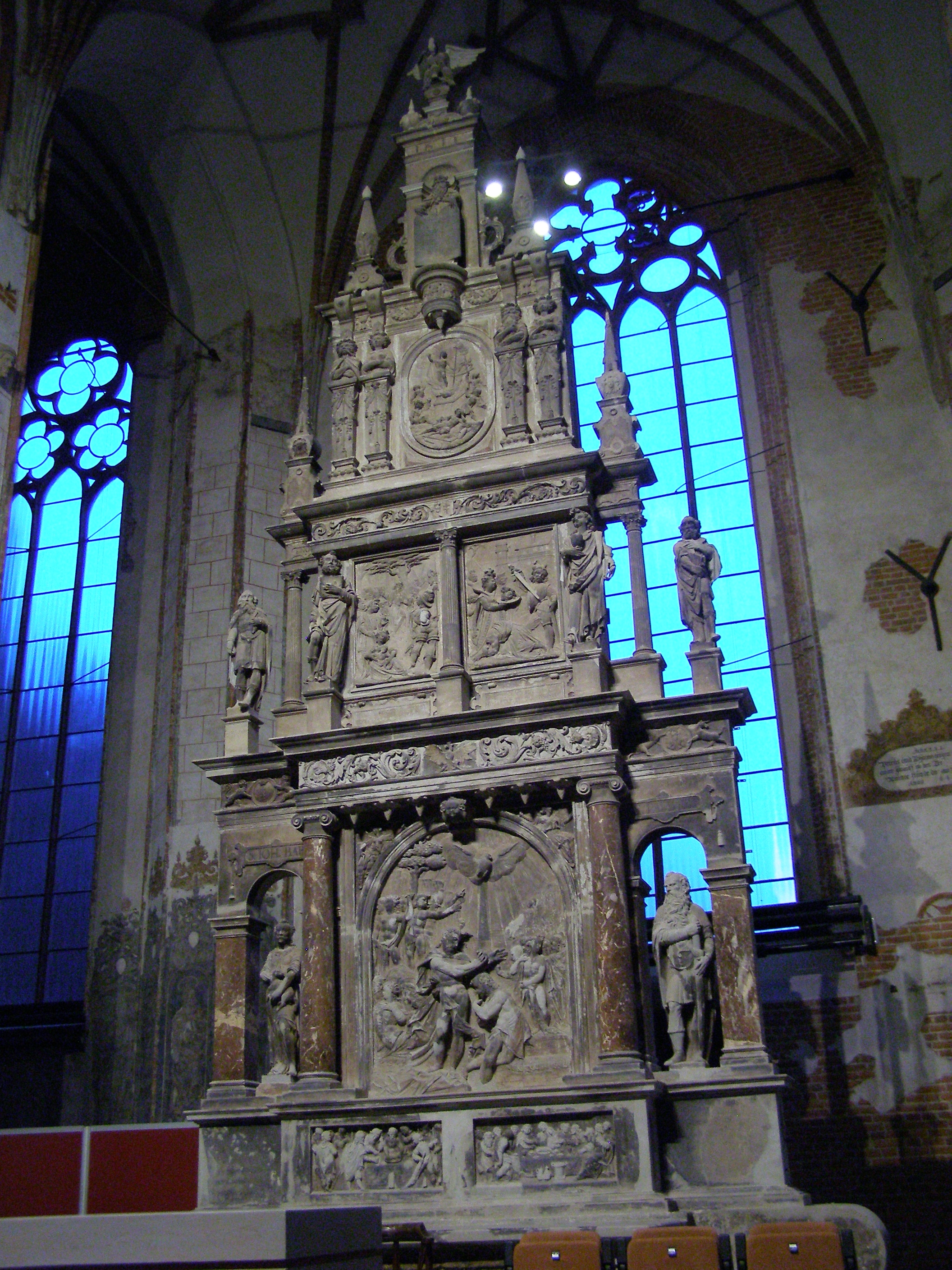
Ołtarz główny (przed rekonstrukcją)

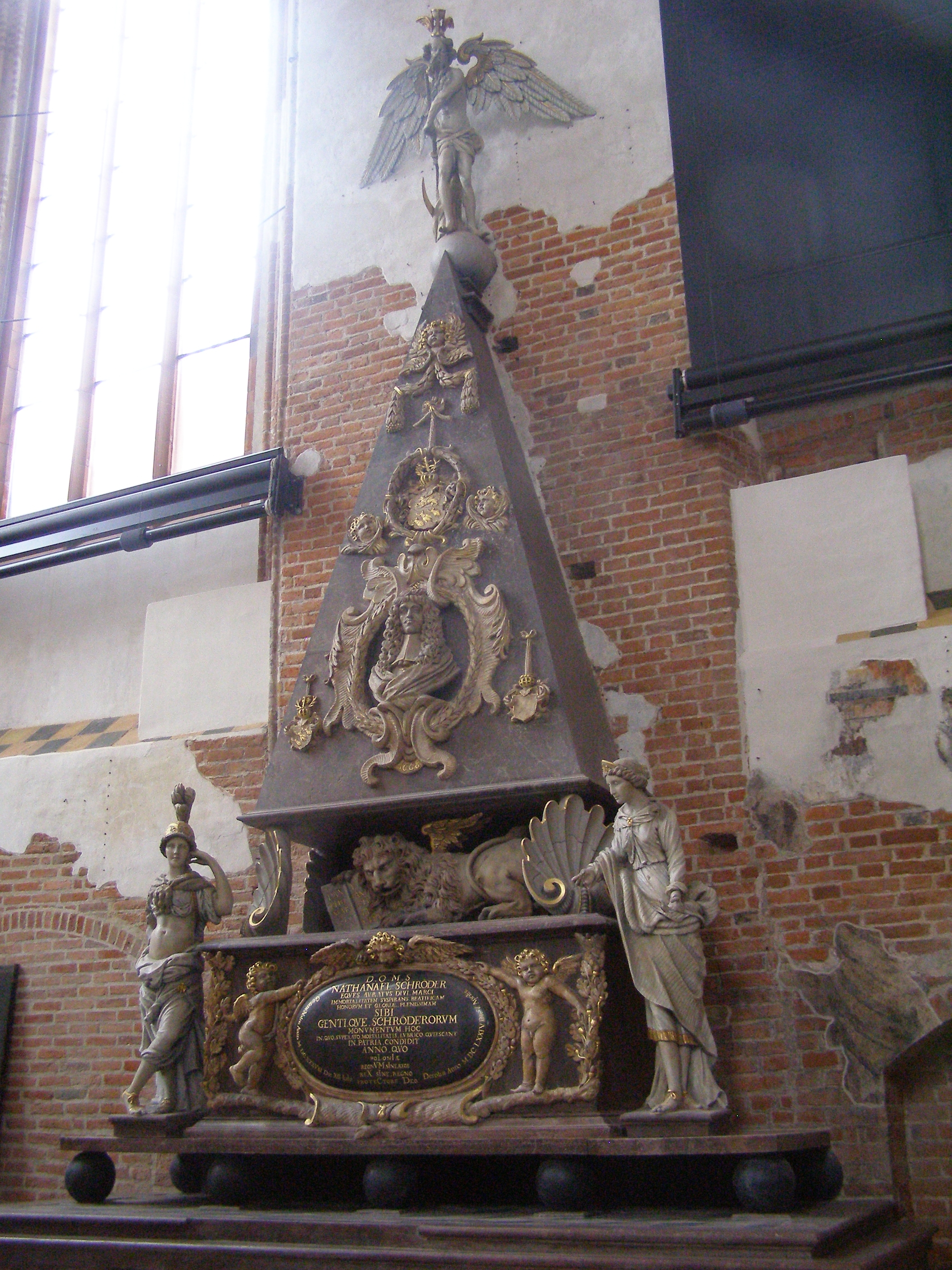
Nagrobek Nathanaela Schrödera

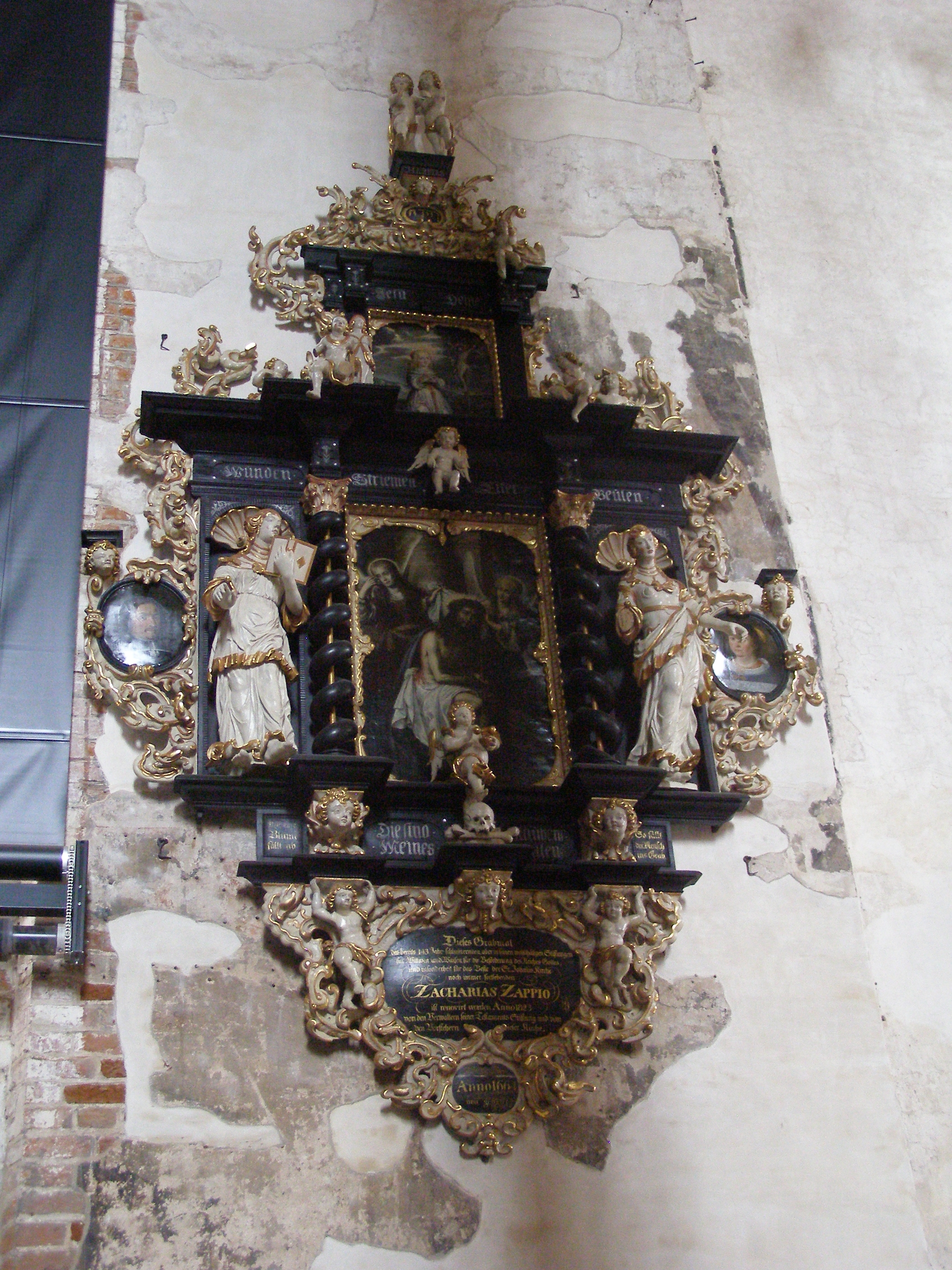
Epitafium Adelgundy Zappio

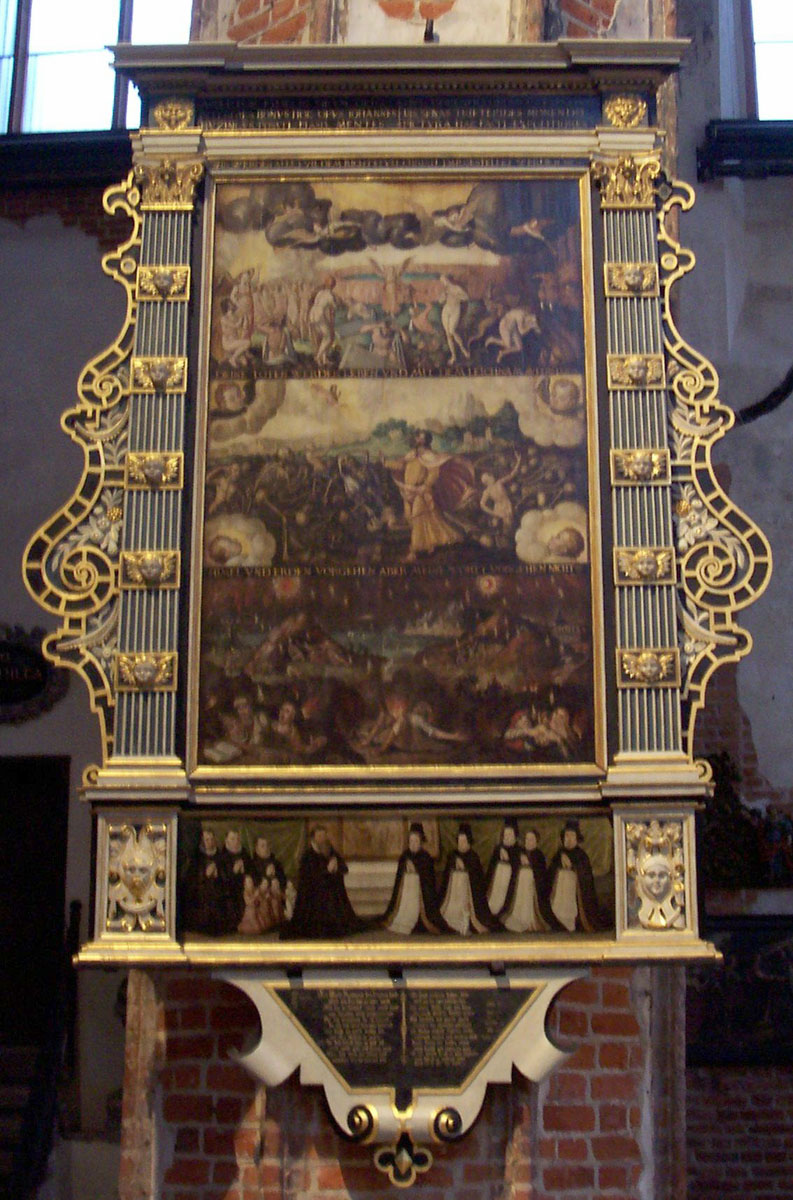
Epitafium Johanna Hutzinga

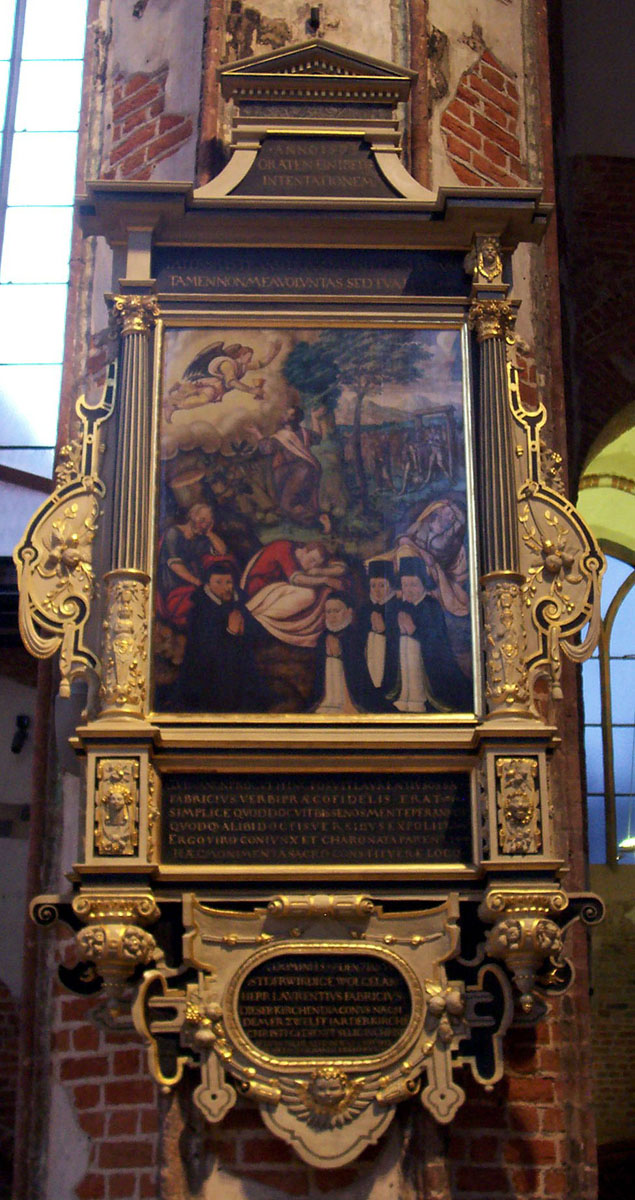
Epitafium Wawrzyńca Fabriciusa

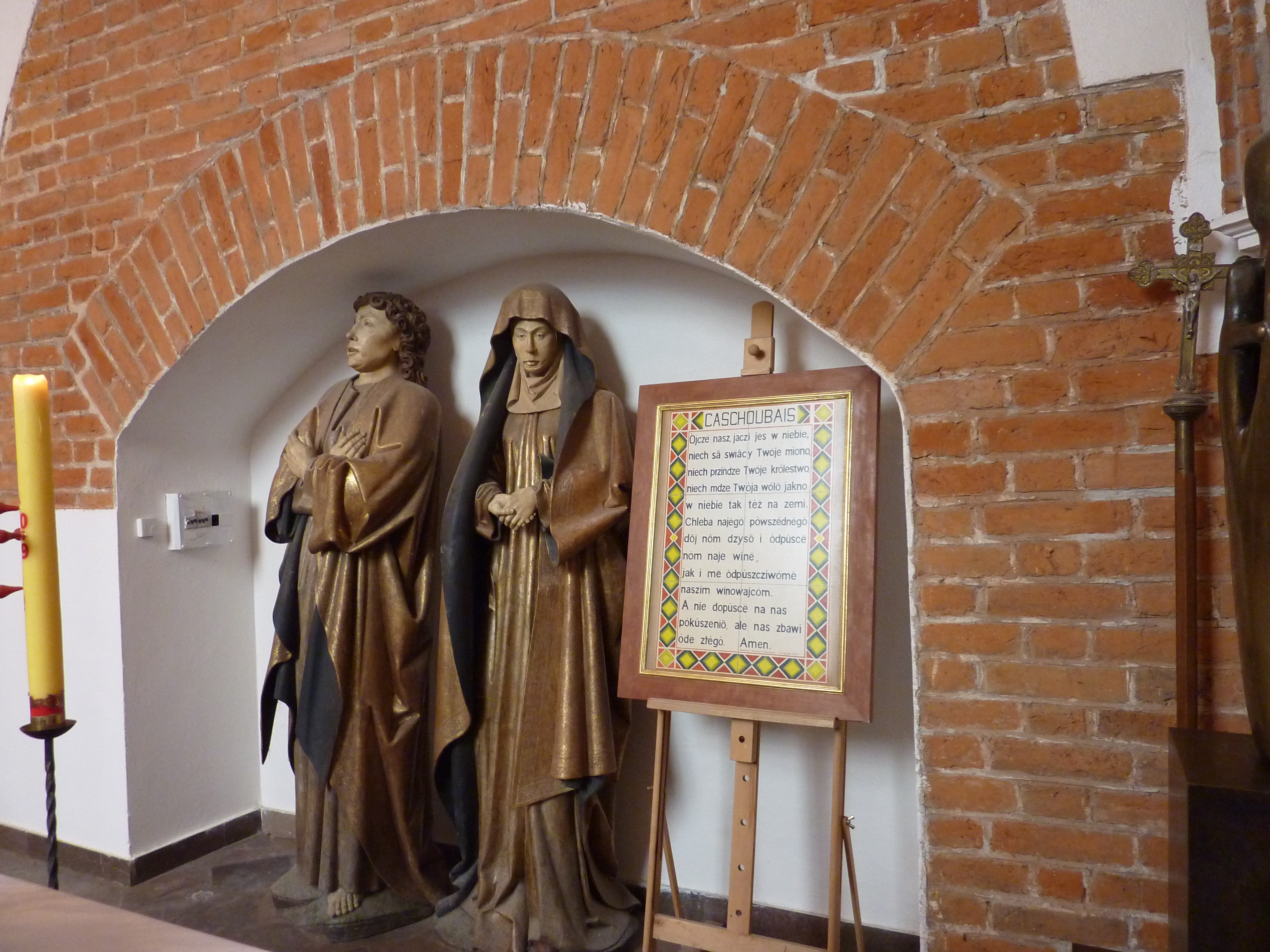
Figury Matki Boskiej i św. Jana z belki tęczowej kościoła św. Jana w Gdańsku

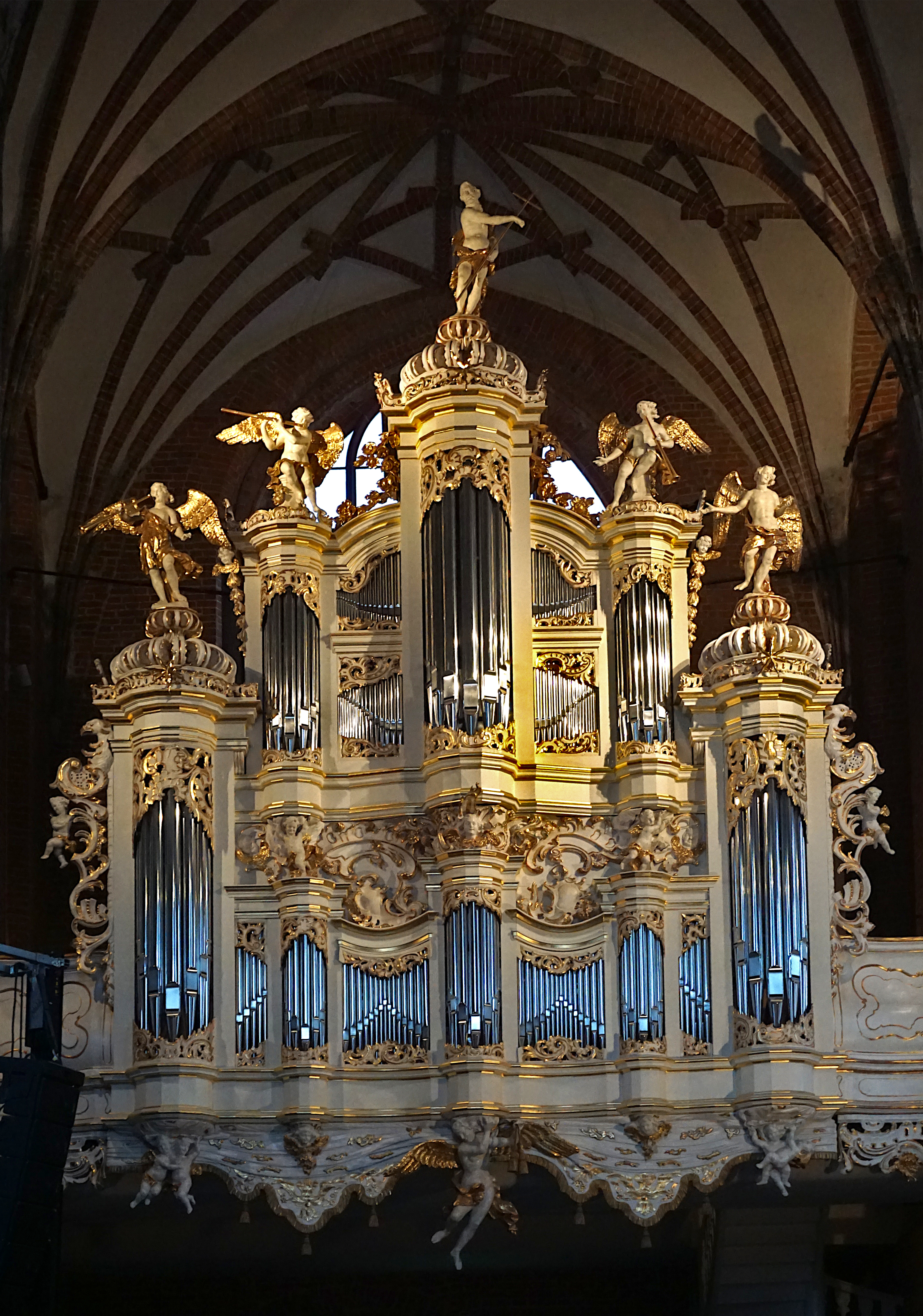
Zrekonstruowane organy Johanna Friedricha Rhode

### Ołtarz główny
Najcenniejszym elementem wyposażenia jest renesansowy, wykonany z kamienia (szarego piaskowca gotlandzkiego i brunatnego marmuru), ołtarz główny, dedykowany św. Janowi Chrzcicielowi. Wykonał go w latach 1599–1612 Abraham van den Blocke. W czasie pożaru w 1945 zwęgleniu uległy polichromie; w kolejnych latach znajdujący się we wnętrzu zrujnowanego kościoła ołtarz był dewastowany i popadał w ruinę; konserwacji dokonano w latach 1995-97.
Wolno stojący ołtarz stanowi dużą konstrukcję architektoniczną, trójkondygnacyjną ze zwieńczeniem. Retabulum ma wysokość 12 m i szerokość 5,30 m. W predelli znajdują się obok siebie dwa reliefy ze scenami Paschy żydowskiej oraz Ostatniej wieczerzy. Ponad predellą umieszczony jest centralny relief przedstawiający Chrzest Chrystusa w Jordanie. Flankują go, umieszczone w arkadowych przeźroczach figury św. Pawła (z prawej) i św. Jana Chrzciciela (z lewej). W reliefach drugiej kondygnacji, rozdzielonych kanelowaną kolumienką, Św. Jan Chrzciciel nauczający na pustyni (obok apostoł św. Piotr) i Herodiada otrzymująca ściętą głowę Jana Chrzciciela (obok św. Jan Ewangelista). Kondygnację tę flankują wolno stojące figury proroka Eliasza i Henocha. W trzeciej kondygnacji owalny relief przedstawia Zmartwychwstanie Chrystusa. W zwieńczeniu nisza, a w niej popiersie Mojżesza z tablicą dziesięciorga przykazań. Całość wieńczy mitologiczny pelikan, który krwią z własnej piersi karmi dwójkę piskląt.

### Nagrobek Nathanaela Schrödera
Barokowy nagrobek z piaskowca i marmuru, z detalami rzeźbionymi w alabastrze, powstał w roku 1668. Upamiętnia rysownika i grafika gdańskiego (ur. 12 lipca 1638, zm. 5 kwietnia 1674). Umieszczono go przy południowej ścianie prezbiterium, nad sklepioną kryptą, wyniesioną 135 cm ponad poziom posadzki. Po dewastacji z 1945 r. konserwowany w l. 1995–1998. Sarkofag z owalnym kartuszem, otoczonym wieńcem roślinnym oraz puttami; na wieku rzeźba leżącego lwa (symbol św. Marka Ewangelisty) z księgą i napisem Pax Tibi Marce Evangelista Meus. Po bokach sarkofagu figury personifikujące Męstwo i Sprawiedliwość. W narożach muszle, wspierające piramidę z pełnoplastycznym popiersiem zmarłego, na konsolce z datą 1668. Powyżej herb Schröderów w wieńcu laurowym i główki putt, na szczycie piramidy postać Chronosa na kuli.

### Epitafium Adelgundy Zappio
Monumentalne epitafium Adelgundy Zappio z 1664, umieszczone na północnej ścianie w północnej nawie bocznej, należy do cennych przykładów połączenia form architektoniczno-rzeźbiarskich z okresu baroku. Ma 570 cm wysokości i 340 cm szerokości. Swoim kształtem przypomina typową XVII-wieczną pomorską nastawę ołtarzową; podzielone jest na kilka stref poziomych i trzy osie wertykalne z zaakcentowaniem środkowej. Centralną część tworzy obraz Chrystusa ubiczowanego, opłakiwanego przez anioły, flankowany spiralnymi kolumnami o korynckich kapitelach, podtrzymującymi rozczłonkowany gzyms, ponad którym znajduje się mniejszy obraz z przedstawieniem modlącej się małej Adelgundy (zmarłej w wieku 10 lat). Jej rodzice, Katarzyna i Zachariasz, są przedstawieni na owalnych obrazach umieszczonych w uszakach. W głównej strefie obok spiralnych kolumn figury alegoryczne Wiary i Nadziei. Ponadto dekorację rzeźbiarską tworzą liczne putta interpretowane jako symboliczne lalki zmarłej; na zwieńczeniu z Arma Christi otaczające kartusz z hebrajskim tetragramem (symboliczne przedstawienie Sądu Ostatecznego), ponadto putta z symbolami przemijania (czaszka z piszczelami, kwiat goździku, bańki mydlane). Na szczycie dwa obejmujące się putta symbolizujące CHARITAS (wedle inskrypcji umieszczonej poniżej pary). Na samym dole ozdobny kartusz z inskrypcją. W latach 1989–2012 epitafium znajdowało się w bazylice Mariackiej.

### Epitafium Johanna Hutzinga
Epitafium obrazowe z 1594, fundacja dokonana za życia przez pierwszego pastora kościoła św. Jana, Johanna Hutzinga (Huzingusa), drewniane, rzeźbione i malowane, zawieszone obecnie na filarze po północnej stronie prezbiterium. Ma 523 cm wysokości i 252 cm szerokości.
Obraz główny, o wymiarach 208 cm × 129 cm, podzielony na trzy strefy, przedstawiające: u dołu Otwarcie szóstej pieczęci (Ap 6,12-17), pośrodku Wizję Ezechiela (Ez 37,1-14) i u góry Sąd ostateczny, pochodzi z 1584 (data widoczna jest na jednej z odsuniętych płyt nagrobnych w scenie Sądu ostatecznego). Dolna scena ma wydźwięk antykatolicki, a zwłaszcza antypapistowski, ukazując karę, jaka dosięga papieża, kardynała, mnicha, cesarza i króla. Przeciwstawiona jej jest scena środkowa, stanowiąca ilustrację luterańskiego dogmatu o zbawieniu jedynie przez wiarę. "Papistów" dosięga gniew boży, a życie wieczne zostaje przyrzeczone jedynie luteranom, bez obaw oczekującym na Sąd ostateczny. Obraz ten powstał w atmosferze oczekiwania rychłego końca świata, a także napięć pomiędzy protestanckim Gdańskiem a nowym biskupem kujawskim Hieronimem Rozdrażewskim, który nosił się z planami "odzyskania" miasta dla katolicyzmu.
Obraz główny ujęty jest w parę kanelowanych pilastrów z głowicami korynckimi, flankowanych okuciowymi uszakami. Pod obrazem znajduje się predella z wizerunkami pastora Hutzinga i jego rodziny, klęczących w kościele po dwu stronach kamiennego ołtarza.
Epitafium pozbawione jest zagubionego zwieńczenia.

### Epitafium Wawrzyńca Fabriciusa
Powstało w 1579, upamiętnia diakona i pastora Wawrzyńca (Lorenza) Fabriciusa (zm. 7 stycznia 1577). Zawieszone jest na filarze po południowej stronie prezbiterium. Ma 450 cm wysokości i 195 cm szerokości. Centralny element epitafium stanowi obraz olejny, malowany na desce. Przedstawia on modlitwę Jezusa w ogrodzie Getsemani, a poniżej, na pierwszym planie malarz umieścił klęczące postaci pastora Fabriciusa i jego rodziny: dwóch kolejnych żon i córki. Obraz flankują dwie kanelowane kolumny o korynckich głowicach, w dolnej części pokryte ornamentem groteskowym. W latach 1987–2012 epitafium Fabriciusa znajdowało się w bazylice Mariackiej.

### Epitafium Thomasa Moviusa
Znajduje się na wschodniej ścianie południowego ramienia transeptu. Jest to epitafium drewniane, typu obrazowego, fundowane przez pastora Wawrzyńca Fabriciusa w 1571 r., upamiętniające gdańskiego nauczyciela - rektora przykościelnej szkoły świętojańskiej. Prostokątny obraz o wymiarach 101 cm na 79 cm umieszczony jest w ramach architektonicznych, utworzonych przez dwie kanelurowane kolumienki z kapitelami jońskimi, na których spoczywa prosty gzyms z motywem kostkowym. Zaginione od II wojny światowej zwieńczenie dekorowane było motywem główki anielskiej w obłokach.
Obraz przedstawia scenę Zmartwychwstania. W centrum ukazany jest Chrystus w świetlistej glorii, na tle obłoków wypełnionych aniołami. Na ziemi śpią trzej strażnicy, a trzej inni z przerażeniem odwracają się od blasku chwały zmartwychwstałego. Po lewej na pierwszym planie klęczy Thomas Movius z dłońmi złożonymi do modlitwy.
Po konserwacji w 1988, epitafium znajdowało się w prezbiterium kościoła św. Katarzyny, skąd ewakuowano je podczas pożaru 22 maja 2006.

### Epitafium Ulricha Kantzlera
Drewniane, malowane, wzbogacone odlewami z brązu, zawieszone na wschodniej ścianie kaplicy Bożego Ciała. Ma wymiary 215 cm wysokości i 115 cm szerokości. Powstało po 1579, zapewne w XVII wieku. Jest to prostokątne malowidło, którego górna część przedstawia tetragram w anielskiej chwale. Poniżej wymalowana jest tablica z cytatami biblijnymi (w języku niemieckim) odnoszącymi się do chwały Boga (kolejno: Iz 6,3; Ps 8,2; Lk 2,14). Pod obrazem brązowa płytka z napisem poświęconym Ulrichowi Kantzlerowi z Lipska, zmarłemu w Gdańsku 19 października 1579, w wieku 73 lat. W dolnej, częściowo ażurowej części epitafium znajdował się (obecnie zaginiony) odlany z brązu medalion z herbem zmarłego i rytym napisem.

### Inne
Warto wspomnieć o zmontowanych w latach 1625–1629 okazałych organach autorstwa Mertena Friese (organy), Andrzeja Fischera, Piotra Bringemanna (prospekt organowy), którego części zabrano po wojnie do kościoła Mariackiego, gdzie posłużyły w 1985 do zrekonstruowania tamtejszego prospektu organowego.
Na uwagę zasługuje też barokowa chrzcielnica z 1669 oraz:
- gotyckie Ukrzyżowanie z 1482 i dwa rzędy ław;
- barokowe stalle dla członków Rady Kościoła z 1672 r.;
- dębowe figury z empory;
- małe organy: trzydziestogłosowy instrument, skonstruowany przez Johanna Rhode w 1761 r. jako instrument pomocniczy dla organów głównych. Elementy rzeźbiarskie wykonał Johann Heinrich Meissner. W czasie wojny prospekt organowy został ewakuowany, natomiast sam instrument został zniszczony. Jego rekonstrukcja nastąpiła w roku 2020[14][15];
- kazalnica, loże straganiarzy, żeglarzy, murarzy i rodzin: Schopenhauerów i Muhlów oraz loża kata;
- cykl czterech obrazów "Panny mądre i głupie" z połowy XVII wieku;
- elementy wystroju (23 lichtarze z reflektorami, pająk, biblioteka, mosiężne baptysterium, zegar na wieży) – fundowane w większości przez Zachariasza Zappio (zm. w 1680) i jego żonę;
- oryginalne płyty nagrobne w posadzce kościoła.

W czasie prac konserwatorskich w 2012 w świątyni odkryto średniowieczne polichromie.
W ramach zakończonych w 2017 prac konserwatorskich w kościele ustawiono ocalałą konstrukcję loży żeglarzy z 1724 r., odnowiono kamienne epitafium Jana Storcha z 1629 r. (dowódcy polskiej piechoty morskiej w bitwie pod Oliwą w 1627 r.). Przewidywane jest także przywrócenie 36-metrowej empory z XVII wieku z obrazami i rzeźbami w południowej nawie kościoła
W 2020 roku zamontowano odrestaurowany boczny prospekt organowy z XVIII wieku, autorstwa Henryka Mejsnera.